# Gothaer Psalter
Der Gothaer Psalter (Nr. 27 nach Rahlfs) ist das Fragment eines Psalters aus dem 9. Jahrhundert. Es enthält den Text der Psalmen 1,1 bis 67,8 und 68,6 bis 70,11 in griechischer Sprache. Zwischen den Zeilen ist eine lateinische Interlinearübersetzung eingefügt, vollständig bis Psalm 12, unvollständig bis Psalm 17. Die Worte sind durch Punkte getrennt, was auf eine Anfertigung durch iroschottische Mönche hinweist.
Die Handschrift befand sich im Kloster Murbach im Elsass. Spätestens Anfang des 19. Jahrhunderts kam sie in die Herzogliche Bibliothek in Gotha. Heute befindet sie sich in der Forschungsbibliothek Gotha mit der Signatur Membr. I 17.